# Triplet (optique)
Pour les articles homonymes, voir Triplet.
En optique, un triplet est l'association de trois lentilles pour former un système optique. Ces trois lentilles peuvent être collées ou décollées. 
Cette configuration optique est très utilisée pour concevoir des systèmes optiques performants dans le champ. Elle est donc très utilisée pour la conception d'objectifs photographiques. 

Exemple d'utilisation d'un triplet optique

### Applications
- Zoom
- Objectif de longue focale